# I racconti dell'Alhambra
I racconti dell'Alhambra (in inglese: Tales of the Alhambra) sono una serie di trenta racconti scritti dall'autore newyorkese Washington Irving e nati dall'esperienza di un viaggio in Spagna intrapreso nella primavera del 1829.

## Genesi dell'opera

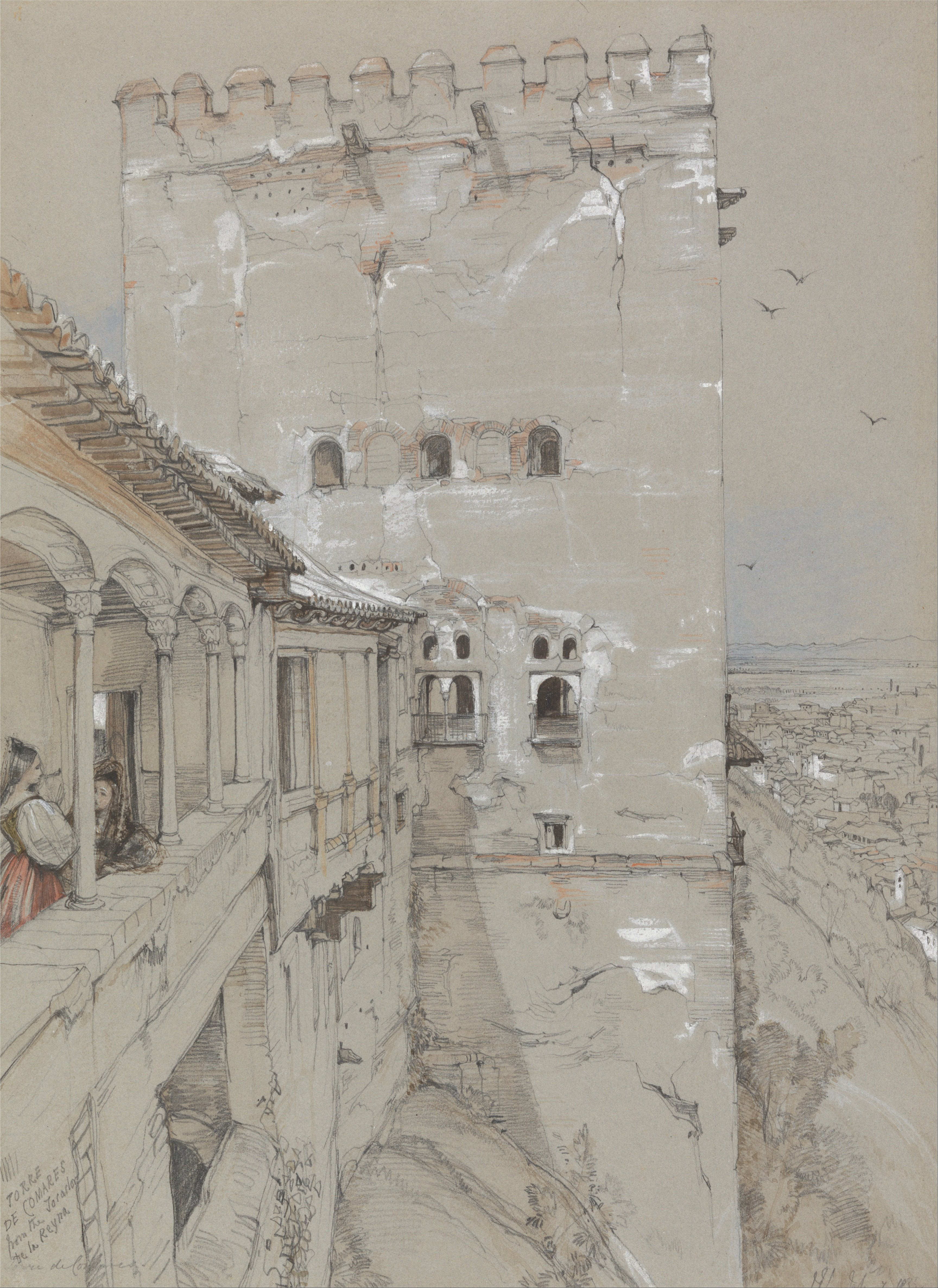
La torre de Comares, Alhambra (John Frederick Lewis, 1835)

Poco dopo aver terminato la biografia di Cristoforo Colombo, pubblicata nel 1828, Washington Irving effettuò un viaggio in Spagna e soggiornò a Granada, in Andalusia. La città lo colpì particolarmente, tant'è che la descrisse come «la città più pittoresca e bella, situata in uno dei paesaggi più deliziosi che mi sia mai stato dato di vedere».
In quel periodo, Irving stava preparando un libro intitolato A Chronicle of the Conquest of Granada (Una cronaca della Conquista di Granada), la storia degli anni 1478–1492, per cui stava approfondendo l'argomento con ricerche. Visitando ripetutamente la città con una guida di nome Mateo Ximenes, Irving trasse l'ispirazione per scrivere I racconti dell'Alhambra.
Irving continuò a percorrere la Spagna, riempiendo quaderni di appunti di viaggio, fino a quando prese servizio all'Ambasciata degli Stati uniti d'America a Londra, sotto Louis McLane a fine settembre 1829.
Il libro, con il suo primo titolo di The Alhambra: a series of tales and sketches of the Moors and Spaniards (L'Alhambra: una serie di storie e vignette dei Mori e degli Spagnoli) venne pubblicato nel maggio 1832 negli Stati Uniti dall'editore Lea & Carey e contemporaneamente nel Regno Unito da Henry Colburn. Poco dopo la pubblicazione, Irving tornò a New York dopo 17 anni d'assenza. Da subito, il libro venne tradotto in molte lingue.
Irving, nel 1851, scrisse un'edizione rivista con note dell'autore, anch'essa intitolata I racconti dell'Alhambra.
Nel 1950 ne venne tratto un film omonimo dello spagnolo Florián Rey, basato su alcuni personaggi dell'opera di Irving.
Nel 1998 uscì un altro film ispirato all'opera di Irving, diretto da Juan Bautista Berasategui e dal titolo Ahmed, principe dell'Alhambra.

## Trama
Il libro è suddiviso in 32 capitoli, ognuno dei quali racchiude un racconto centrato sulla storia dell'Alhambra.
Il libro combina descrizioni, miti e la narrazione di eventi storici, passando dalla distruzione delle torri del palazzo da parte dei francesi e del conte Sebastiani nel 1812 e dai danni successivi causati dal terremoto nel 1821.

## Opere derivate
Dal libro è stato tratto il film d'animazione del 2003 La profezia di Alhambra diretto da Juan Bautista Berasategi.

### Edizioni
In italiano
- L'Alhambra, ovvero il nuovo libro di abbozzi, trad. G. Mosconi, Piccole edizioni del Gabinetto, Milano, 1834. 3 voll.
- L'Alhambra, ossia nuovi abbozzi di Goffredo Crayon, trad. P. Unia, Fr.lli Favale, Torino, 1841. 2 voll.
- Lo straniero misterioso, Leggende dell'Alhambra, l'arabo astrologo, Sonzogno, Milano, 1884.
- Nuovi racconti dell'Alhambra, trad. E. Cameira, Società Editrice Milanese, Milano, 1909.
- La rosa dell'Alhambra e altre leggende, trad. O. Landi, Ceas, Firenze, 1946.
- I racconti dell'Alhambra, trad. di Biba Czerska, Studio Tesi, Pordenone, 1988, 2016

### Fonti critiche
- Andrew Burstein, The Original Knickerbocker: The Life of Washington Irving, New York, Basic Books, 2007, ISBN 978-0-465-00853-7.
- Brian Jay Jones, Washington Irving: An American Original, New York, Arcade Publishing, 2008, ISBN 978-1-55970-836-4.
- S. Perosa, Introduzione a Sketch and Tales, Milano, Mursia, 1963.